# ブラジルのプロテスタント
ブラジルのプロテスタント（葡: Protestantismo no Brasil, 英: Protestantism in Brazil）についての項目である。
ブラジルのプロテスタンティズムは、19世紀に始まり、20世紀に発展していった。
2010年の国勢調査はブラジルの国民の22.2%がプロテスタントであると報告したが、2020年には人口の31％に上昇したと推定された。これはつまり、6500万人がプロテスタントであり、西洋諸国ではプロテスタント人口が二番目に多いこととなる。